# Police and Thieves
"Police and Thieves" é uma conhecida canção de reggae, gravada pela primeira vez na Jamaica, pelo cantor Junior Murvin, especialista em falsete, em 1976 (pela gravadora Island Records). Foi regravada em 1977, numa versão reggae punk, pela banda britânica The Clash, em seu álbum de estréia.
A canção foi composta por Murvin e pelo seu produtor original, Lee "Scratch" Perry. A banda The Upsetters o acompanhava estava fazendo uma jam no estúdio de gravação, quando repentinamente o som, o ritmo, a melodia e a letra apareceram de forma estruturada, e Perry decidiu gravá-la naquela mesma tarde.
A canção, cuja letra fala sobre guerra de gangues e brutalidade policial, se revelou um sucesso maior de vendas e nas casas noturnas da Inglaterra do que na própria Jamaica.